# كفارة القتل
كفارة القتل هي أحد الكفارات الخمسة المعهودة في الشرع، وهي واجبة، فالكفارة في عُرف الشرع اسم للواجب، وقد عُرف وجوب كفارة القتل من القرآن الكريم لقوله تعالى في سورة النساء: ﴿وَمَا كَانَ لِمُؤْمِنٍ أَنْ يَقْتُلَ مُؤْمِنًا إِلَّا خَطَأً وَمَنْ قَتَلَ مُؤْمِنًا خَطَأً فَتَحْرِيرُ رَقَبَةٍ مُؤْمِنَةٍ وَدِيَةٌ مُسَلَّمَةٌ إِلَى أَهْلِهِ إِلَّا أَنْ يَصَّدَّقُوا فَإِنْ كَانَ مِنْ قَوْمٍ عَدُوٍّ لَكُمْ وَهُوَ مُؤْمِنٌ فَتَحْرِيرُ رَقَبَةٍ مُؤْمِنَةٍ وَإِنْ كَانَ مِنْ قَوْمٍ بَيْنَكُمْ وَبَيْنَهُمْ مِيثَاقٌ فَدِيَةٌ مُسَلَّمَةٌ إِلَى أَهْلِهِ وَتَحْرِيرُ رَقَبَةٍ مُؤْمِنَةٍ فَمَنْ لَمْ يَجِدْ فَصِيَامُ شَهْرَيْنِ مُتَتَابِعَيْنِ تَوْبَةً مِنَ اللَّهِ وَكَانَ اللَّهُ عَلِيمًا حَكِيمًا ۝٩٢﴾ [النساء:92].

## حكم كفارة القتل
تجب كفارة القتل في حالتين:
- في القتل الخطأ.
- وفي القتل العمد إذا عفا [ولي الدم].[2]

### أولا الكفارة في القتل الخطأ
- إذا فعل الإنسان شيئًا يُباح له، فقتل غيره خطأ مثلاً:
- 1- كأن يكون أراد الصيد فأصاب مسلمًا معصوم الدم.
- 2- أو حفر حفرة، فتردى فيها إنسان غيره.
- 3- وكذا حوادث السيارات فلو صدم إنساناً بسيارته وكان مسرعاً فهذا من الخطأ.
- 4- أو فعل شيئًا كان السبب في قتل غيره، ولم يكن يقصد إيذاء.
- فضلا عن غرض القتل، فهو قتل الخطأ.
- ويلحق بالقتل الخطأ القتل العمد الصادر من غير المكلف، كالصبي والمجنون.
- فتجب الكفارة حينئذ، ويجب أن تكون الكفارة من مال القاتل، بالإضافة إلى الدية المخففة، إذا كان قادرًا .

وكفارة القتل الخطأ تحرير رقبة مؤمنة، ولم تعد هناك رقاب في زماننا، فتكون كفارة القتل الخطأ مقصورة على صيام شهرين متتابعين، فإذا وجد العبيد في زمن رجع الحكم؛ قال تعالى:
- سورة النساء: ﴿وَمَا كَانَ لِمُؤْمِنٍ أَنْ يَقْتُلَ مُؤْمِنًا إِلَّا خَطَأً وَمَنْ قَتَلَ مُؤْمِنًا خَطَأً فَتَحْرِيرُ رَقَبَةٍ مُؤْمِنَةٍ وَدِيَةٌ مُسَلَّمَةٌ إِلَى أَهْلِهِ إِلَّا أَنْ يَصَّدَّقُوا فَإِنْ كَانَ مِنْ قَوْمٍ عَدُوٍّ لَكُمْ وَهُوَ مُؤْمِنٌ فَتَحْرِيرُ رَقَبَةٍ مُؤْمِنَةٍ وَإِنْ كَانَ مِنْ قَوْمٍ بَيْنَكُمْ وَبَيْنَهُمْ مِيثَاقٌ فَدِيَةٌ مُسَلَّمَةٌ إِلَى أَهْلِهِ وَتَحْرِيرُ رَقَبَةٍ مُؤْمِنَةٍ فَمَنْ لَمْ يَجِدْ فَصِيَامُ شَهْرَيْنِ مُتَتَابِعَيْنِ تَوْبَةً مِنَ اللَّهِ وَكَانَ اللَّهُ عَلِيمًا حَكِيمًا ۝٩٢﴾ [النساء:92].].
- وإذا اشترك اثنان فأكثر في قتل رجل واحد خطأ، قيل يجب الكفارة على كل واحد منهم، وقيل : يجب عليهم كلهم كفارة واحدة.[3]

### الكفارة في القتل العمد
إذا اقتص من القاتل العمد، فلا تجب عليه كفارة، فالقصاص كاف، أما إذا عفا أولياء القتيل، فتجب عليه الدية والكفارة .
وجمهور الفقهاء يرون أن القتل العمد ليس فيه كفارة ؛ لأنه إثم كبير، تكفيره القصاص بقتل القاتل، قال
تعالى: سورة النساء: ﴿وَمَنْ يَقْتُلْ مُؤْمِنًا مُتَعَمِّدًا فَجَزَاؤُهُ جَهَنَّمُ خَالِدًا فِيهَا وَغَضِبَ اللَّهُ عَلَيْهِ وَلَعَنَهُ وَأَعَدَّ لَهُ عَذَابًا عَظِيمًا ۝٩٣﴾ [النساء:93].
ويرى الشافعية أن الكفارة تجب في القتل العمد، لأن الكفارة إن شرعت لتكفير الإثم في القتل الخطأ، فهي في القتل العمد أولى.
- فكفارة القتل خطأ أن يصوم القاتل شهرين متتابعين لا يفطر بينهما إلا لعذر شرعي فإن أفطر ولو يوماً واحداً بغير عذر شرعي وجب عليه إعادة الشهرين لأن الله تعالى اشترط فيهما التتابع فإن لم يستطع الصيام فلا شيء عليه لقول الله تعالى (فاتقوا الله ما استطعتم) وقوله (لا يكلف الله نفساً إلا وسعها) ومن القواعد المقررة عند أهل العلم أنه لا واجب مع العجز وإنما قلنا إنه إذا كان عاجز عن الصوم فلا شيء عليه لأن الله تعالى لم يذكر هذه المرتبة في كفارة القتل وإنما ذكر مرتبتين فقط هما عتق رقبة أو صيام شهرين متتابعين بخلاف الظهار فإن الله تعالى ذكر فيه ثلاث مراتب عتق رقبة فإن لم يجد فصيام شهرين متتابعين فإن لم يستطع فإطعام ستين مسكيناً .

الكفارة لا تسقط إذا عفى أولياء المقتول عن الدية كما يظنه بعض العامة وذلك لأن الكفارة حق لله والدية حق للآدمي فإذا أسقط الآدمي حقه فإنه لا يملك إسقاط حق الله تبارك تعالى فتبقى الكفارة عليه والكفارة تتعدد بتعدد المقتولين فلو جنى على شخصين فماتا لزمه أن يصوم أربعة أشهر كل شهرين متتابعين وإن جنى على ثلاثة لزمه أن يصوم ستة أشهر وهكذا لكل نفس شهران متتابعان.
من لزمته كفارة القتل- وهي صيام شهرين متتابعين لمن لم يجد الرقبة- فمن عجز عن الصيام لمرض مزمن أو لكبر سن فلأهل العلم فيه قولان
الأول: أن الصيام يثبت في ذمته ولا يجب عليه شيء آخر لأن الله تعالى لم يذكره ولو وجب لذكره،
والثاني: يجب إطعام ستين مسكينا لأنها كفارة فيها عتق و صيام شهرين متتابعين لأنه قد ذكر ذلك في نظيره فيقاس عليه وهو الأولى

## شروط الرقبة التي فيها الكفارة
يشترط في الرقبة هذة الاشياء:-
- 1- أن تكون مؤمنة لقوله تعالى : وَمَنْ قَتَلَ مُؤْمِناً خَطَأً فَتَحْرِيرُ رَقَبَةٍ مُؤْمِنَةٍ ....
- 2- أن تكون سليمة من العيوب التي تضر بالعمل ضرراً بدنياً لأن المقصود بالعتق تملك الرقيق منافعه وتمكينه من التصرف لنفسه ولا يحصل هذا مع ما يضر بالعمل ضرراً بيناً كالعمى وشلل اليد والرجل ونحو .
- الأفضل في الرقاب أنفسها عند أهلها وغلاها ثمناً لقوله صلى الله عليه وسلم لمّا سئل أي الرقاب أفضل ؟ قال " أنفسها عند أهلها وأغلاها ثمناً والأفضل أن يكون ذكراً لحديث " من اعتق رجلً مسلماً كان فكاكه من النار ومن اعتق امرأتين كانتا فكاكه من النار "[6]